# Piet van der Lans
Petrus Johannes Marinus (Piet) van der Lans (Leiden, 10 september 1940 - 27 januari 2018) was een Nederlands baan- en wegwielrenner. Hij won verschillende malen medailles bij Nederlandse kampioenschappen. Ook nam hij eenmaal deel aan de Olympische Spelen, maar won hierbij geen medailles.
Van der Lans nam deel aan de Olympische Spelen van 1960 in Rome. Op de 4000 m ploegenachtervolging werd hij in de kwartfinale uitgeschakeld met een tijd van 4.29,98. Hiermee eindigde hij op een vijfde plaats overall. In 1964 werd hij professioneel wielrenner.

## Teams
- 1964	individueel (Onbekend)
- 1965	Caballero (Nederland)
- 1966	Ruberg - Continental (West-Duitsland)
- 1966	Esso (Nederland)
- 1967	Ruberg - Continental (West-Duitsland)
- 1968	Peycom (Nederland)
- 1968	Willem II - Gazelle (Nederland)
- 1969	Willem II - Gazelle (Nederland)
- 1970	Peycom - Visser (Nederland)
- 1971	Embassy Club (Nederland)
- 1972	Embis (Nederland)

## Palmares
- 1958:  NK Baan, 50 km zonder gangmaking amateurs
- 1959:  NK Baan, achtervolging amateurs
- 1960:  NK Baan, achtervolging, amateurs
- 1960: 5e Olympische Spelen (5000 m achtervolging) - 4.29,98 (kwart finale)
- 1964:  Ede
- 1965:  NK Baan, Halve Fond, elite
- 1966:  NK Baan, Halve Fond, elite
- 1967:  Kamp-Linfort
- 1968:  NK Baan, Halve Fond, elite
- 1970:  NK Baan, Halve Fond, elite